# Morecambe and Wise
Morecambe and Wise est le nom d'un duo comique britannique créé en 1941 et composé de Eric Morecambe OBE (14 mai 1926 – 28 mai 1984) et Ernie Wise OBE (27 novembre 1925 – 21 mars 1999). Leur duo comique dure 43 ans, se terminant avec le décès de Morecambe en 1984. Ils sont considérés comme étant le duo comique le plus populaire du Royaume-Uni.

## Carrière
Les deux humoristes débutent ensemble dans les années 1940 sur scène dans des spectacles de music-hall avant d’accéder à la radio et à la télévision dans les années 1950. Leur notoriété atteint son apogée dans les années 1970 grâce à The Morecambe & Wise Show diffusé par la BBC, dont les émissions spéciales de Noël battent régulièrement des records d’audience au Royaume-Uni. Leur style repose sur l’absurde, les dialogues rapides et l’autodérision, souvent accompagnés de sketches musicaux.

## Filmographie

### Cinéma
- 1965 : The Intelligence Men
- 1966 : That Riviera Touch (en)
- 1967 : The Magnificent Two (en)
- 1970 : Simon, Simon (en)

### Télévision
- 1968 - 1977 : The Morecambe & Wise Show (en)[3]

## Héritage
Morecambe and Wise restent une référence incontournable dans l’histoire de la télévision britannique. En 1999, la BFI a classé The Morecambe & Wise Show parmi les 100 meilleurs programmes télévisés britanniques. De nombreux humoristes ultérieurs, tels que Dawn French et Ricky Gervais, ont cité le duo comme une influence majeure.